# Cora modesta
Cora modesta – gatunek ważki z rodziny Polythoridae. Występuje na terenie Ameryki Południowej.